# Бидайык (Абайская область)
Бидайык (каз. Бидайық) — село в Аягозском районе Абайской области Казахстана. Административный центр Бидайыкского сельского округа. Код КАТО — 633453100.

## Население
В 1999 году население села составляло 1367 человек (709 мужчин и 658 женщин). По данным переписи 2009 года, в селе проживало 910 человек (470 мужчин и 440 женщин).